# Rennsteiglied
Das Rennsteiglied ist ein in Thüringen und darüber hinaus bekanntes dreistrophiges Wanderlied. Der Text stammt von Karl „Kaschi“ Müller (1925–2011), die Musik von Herbert Roth (1926–1983).
Das Lied handelt von der Verbundenheit zu Thüringen, seiner Natur und den Erlebnissen beim Wandern am Rennsteig und wurde am 15. April 1951 im Gemeindesaal (heute: „Hotel und Gasthof zum Goldenen Hirsch“) von Hirschbach bei Suhl von Herbert Roth und Waltraut Schulz (1930–2017) erstmals öffentlich gesungen.
Das Lied beginnt mit den folgenden Versen:
Ich wandre ja so gerne am Rennsteig durch das Land,

den Beutel auf dem Rücken, die Klampfe in der Hand.
Das Rennsteiglied gilt als „heimliche Nationalhymne Thüringens“. Es ist bekannter als die eigentliche Thüringer Hymne Thüringen, holdes Land.